# Police provinciale de Buenos Aires
Ne doit pas être confondu avec Police métropolitaine de Buenos Aires.
La police de la province de Buenos Aires (en espagnol : Policía de la Provincia de Buenos Aires, informellement Policía Bonaerense) est le service de police responsable du maintien de l'ordre dans la province de Buenos Aires, en Argentine.
C'est l'un des plus grands services de police d'Argentine, responsable du maintien de l'ordre dans une province de plus de 15 millions d'habitants, soit environ 38 % de la population totale de l'Argentine. Le district de la capitale fédérale de la ville de Buenos Aires est sous la juridiction distincte de la police de la ville de Buenos Aires.
L'institution est généralement appelée Policía Bonaerense, bonaerense étant le démonyme de la province de Buenos Aires. Ce terme contraste avec celui de porteño, utilisé pour les habitants de la ville de Buenos Aires.
Cette force de police est subordonnée au ministère provincial de la Sécurité dirigé par le ministre Sergio Berni. Le chef de cette force est Daniel Alberto García, après le départ de Fabian Perroni en novembre 2019.

## Grades de la police

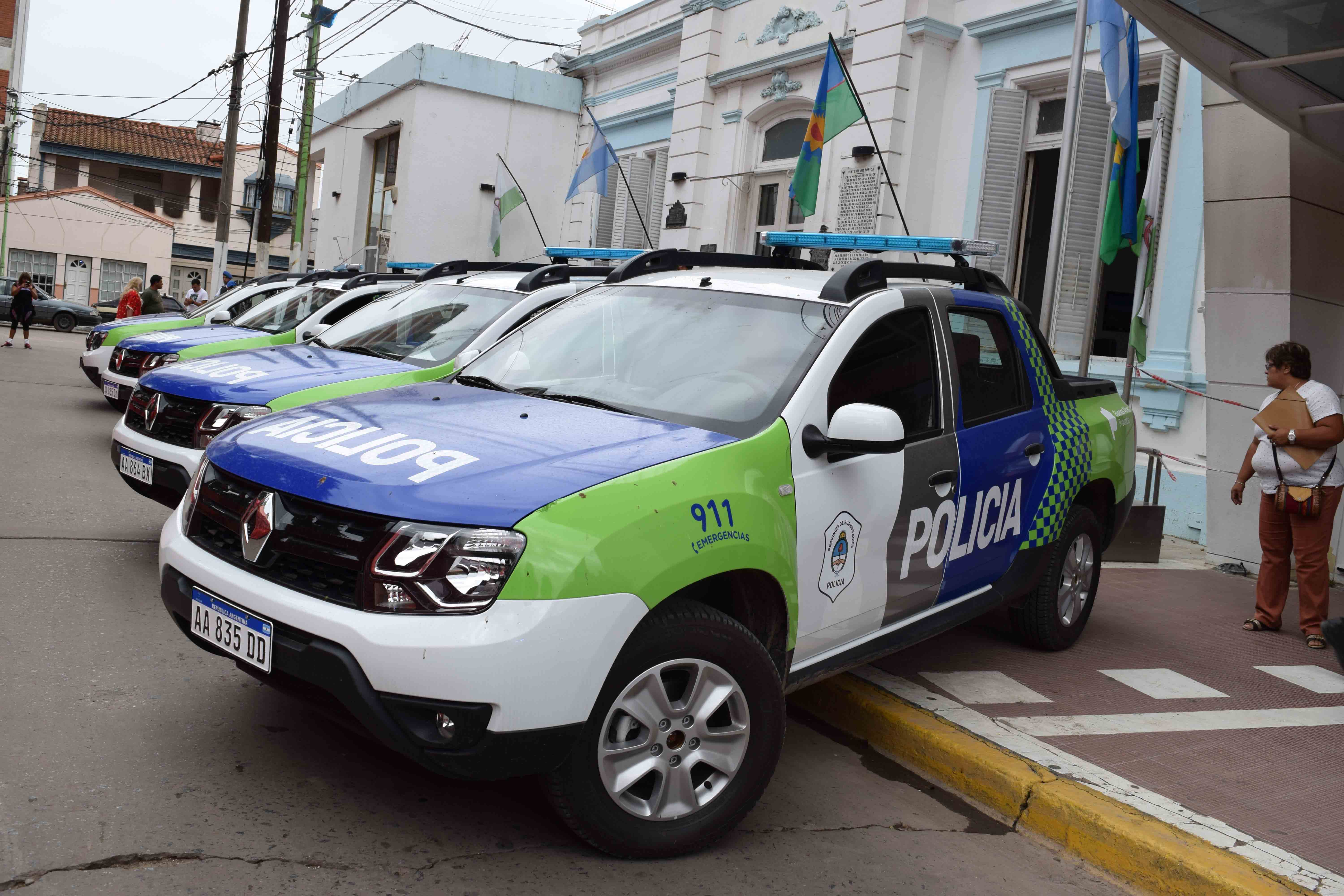
Véhicules de la police de Bonaerense.

Jusqu'en janvier 2005, la police de Buenos Aires utilisait le même système de grades que celui utilisé par la police fédérale et les autres forces de police provinciales argentines. Ce système comprenait dix-sept grades, dont neuf pour les officiers (commissionnés) et huit pour les sous-officiers (y compris le grade de base d'agent). Un nouveau système de grades simplifié a été établi par l'adoption d'une loi régissant le personnel de la police.
Ce système a officiellement aboli la distinction entre les officiers (brevetés) et les sous-officiers. Il a institué un système de grades composé des neuf grades suivants, classés par ordre décroissant :
| Rang               | Traduction française |
| ------------------ | -------------------- |
| Superintendente    | Directeur général    |
| Comisionado        | Commissaire          |
| Inspector          | Inspecteur           |
| Capitán            | Capitaine            |
| Teniente Primero   | Premier lieutenant   |
| Teniente           | Lieutenant           |
| Subteniente        | Sous-lieutenant      |
| Sargento           | Sergent              |
| Oficial de Policía | Agent de police      |

## Système de rang actuel
Depuis 2009, une nouvelle loi a modifié les grades de la police et établi certaines variations (Ley 13.982/09). Elle établit différents rangs de personnel ("Escalafones" comme on les appelle en espagnol), qui sont liés aux responsabilités opérationnelles :
- Les officiers de rang général ;
- Les officiers du grade de commandement ;
- Officiers professionnels ;
- Officiers administratifs ;
- Officiers techniques ;
- Personnel des services généraux ;
- Personnel du 911 ;
- Personnel civil.

| Système de rang actuel | Système de rang actuel |
| Commandement           | Commandement           |
| Rang                   | Insignes               |
| ---------------------- | ---------------------- |
| Comisario General      |                        |
| Comisario Mayor        |                        |
| Comisario Inspector    |                        |
| Comisario              |                        |
| Subcomisario           |                        |
| Oficial Principal      |                        |
| Oficial Inspector      |                        |
| Oficial Subinspector   |                        |
| Oficial Ayudante       |                        |
| Oficial Subayudante    |                        |
| Général                |                        |
| Mayor                  |                        |
| Capitán                |                        |
| Teniente 1º            |                        |
| Teniente               |                        |
| Subteniente            |                        |
| Sargento               |                        |
| Oficial                |                        |

Les niveaux actuels du sous-classement "Commandement" sont (dix niveaux) par ordre décroissant :
- 1) Officiers de direction :

Comisario General
Comisario Mayor
- 2) Agents de supervision :

Comisario inspector
- 3) Officiers en chef :

Comisario
Subcomisario
- 4) Officiers subordonnés :

Oficial Principal
Oficial Inspector
Oficial SubinspectorOficial Ayudante
Oficial Subayudante
Le sous-classement général définit sept niveaux (le sous-classement général est subordonné au sous-classement commando, de sorte que son rang le plus élevé est subordonné au rang le plus bas des officiers commandos) :
- a) Officiers supérieurs :

Mayor (Major)
Capitán (Captain)
Teniente 1ro. (First Lieutenant)
- b) Les agents subalternes :

Teniente (Lieutenant)
Subteniente (Sous-lieutenant)
Sargento (Sergent)
Oficial (Officer)
- c) Cadet de l'Académie de police.

Les rangs Commando et Général représentent les officiers assermentés (personnel armé). Les autres grades constituent le personnel de soutien. Pour les sous-classements professionnels, techniques et administratifs, les niveaux du sous-classement Commando sont utilisés. Le lien de subordination entre les sous-classements fait du classement Commando le groupe le plus élevé de tous.

## Équipement

### Armes
- Bersa Thunder 9[5]
- Ithaca 37
- Hatsan Escort AimGuard
- Mossberg 500
- FMK-3[6]
- IMI Uzi
- FN FAL
- Remington 700

### Véhicules
- Toyota Hilux[7]
- Renault Duster Oroch[8]
- Chevrolet Astra
- Ford Ranger
- Ford Focus
- Toyota Etios
- Volkswagen Voyage
- Fiat Siena
- Iveco Daily
- Ram 1500[9]

### Hélicoptères
- MBB Bo 105[10]
- Aérospatiale AS350 Écureuil